# 滋賀県道333号安曇川今津線
滋賀県道333号安曇川今津線（しがけんどう333ごう あどがわいまづせん）は、滋賀県高島市を通る一般県道である。

## 概要
高島市安曇川町北船木から高島市今津町南新保に至る。
今津中心部にあった滋賀県道548号今津饗庭線を取り込んだ。通称、湖周道路または風車街道。

### 路線データ
- 起点：高島市安曇川町北船木（滋賀県道304号北船木勝野線起点）
- 終点：高島市今津町南新保（南新保交差点、滋賀県道54号海津今津線交点）
- 総延長：9.4 km

## 路線状況

### 通称
- 湖周道路＝風車街道

### 道路施設

#### 橋梁
- 神奈川橋（神奈川、高島市）
- 南川橋（南川、高島市）
- 田井川橋（田井川、高島市）
- 波布谷川橋（浪布谷川、高島市）
- 十善橋（天川、高島市）
- 庄乗川橋（庄乗川、高島市）
- 今津川橋（今津川、高島市）

#### 道の駅
- しんあさひ風車村（高島市）

## 地理

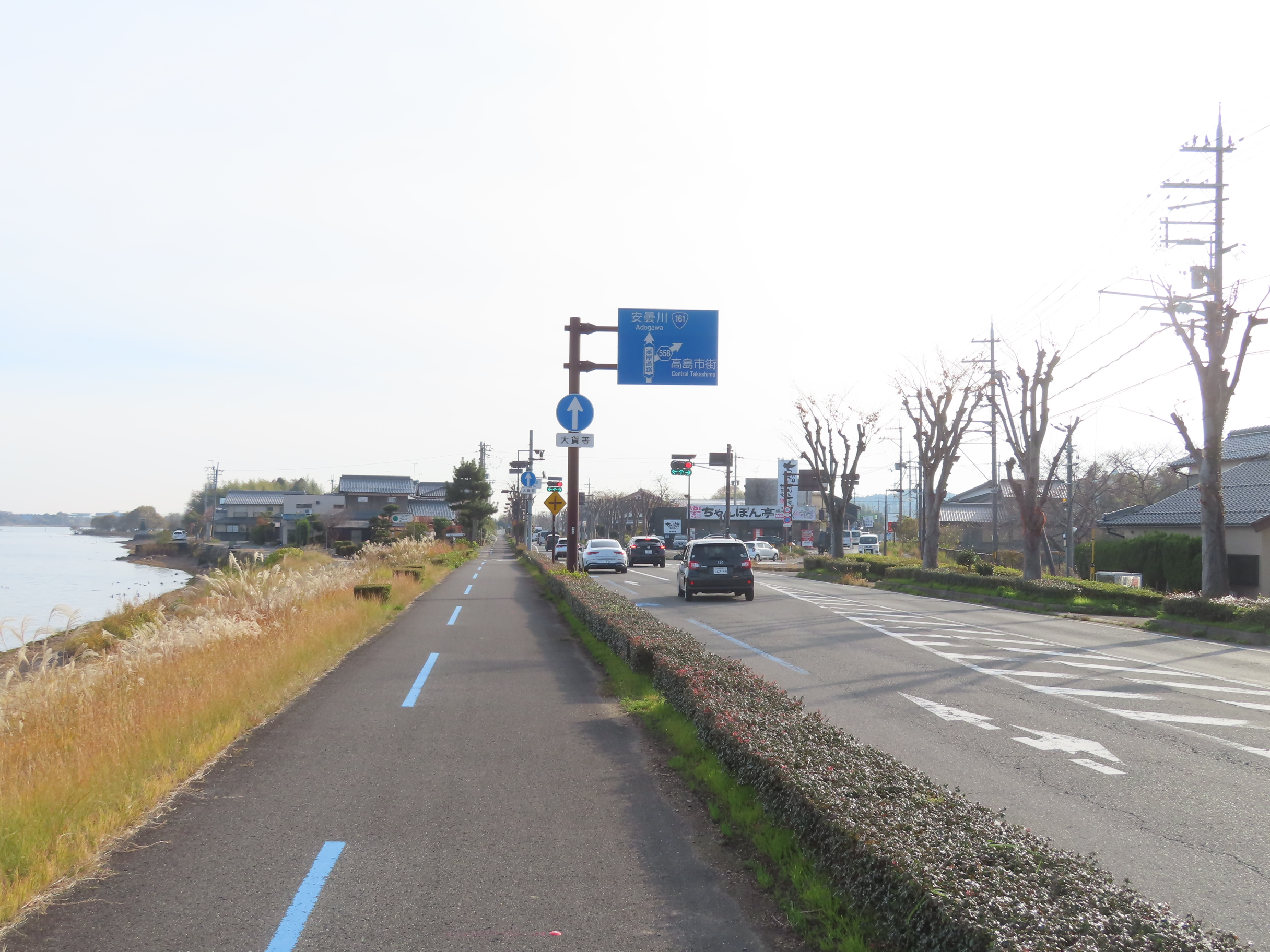
高島市新旭町木津付近。左に琵琶湖が見える。

### 通過する自治体
- 高島市

### 交差する道路
| 交差する道路                                   | 交差する場所         | 交差する場所        |
| ---------------------------------------------- | -------------------- | ------------------- |
| 滋賀県道304号北船木勝野線 / 湖周道路＝風車街道 | 安曇川町北船木       | 起点                |
| 滋賀県道38号太田安井川線                       | 新旭町太田           |                     |
| 滋賀県道558号高島大津線                        | 新旭町饗庭（あいば） | 木津交差点          |
| 滋賀県道54号海津今津線                         | 今津町南新保         | 南新保交差点 / 終点 |

### 沿線
- 六ツ矢崎浜オートキャンプ場
- 吉武城址
- 高島浄化センター
- 湖西広域休日急病診療所 滋賀県高島保健所
- 高島警察署
- 琵琶湖周航の歌資料館
- JR西日本湖西線 近江今津駅
- 高島市民会館
- 高島簡易裁判所
- 大津家庭裁判所高島出張所
- 今津税務署
- 今津郵便局
- 泉慶寺
- 関西みらい銀行 今津支店